# Kim Soepnel
Kim Soepnel (Madiun, 6 september 1956) is een Nederlandse bassist, pianist, componist en zangeres. Haar muziek wordt beschreven als jazzy, vurig en melancholisch.

## Opleiding
Soepnel werd op Java geboren maar groeide op in Zandvoort en Haarlem. Ze speelde diverse toneelrollen, en volgde een studie aan het Sweelinck Conservatorium Amsterdam, waar ze in 1989 afstudeerde (klassiek contrabas).

## Begeleiding en componist
Tussen 1992 en 1997 was Soepnel de vaste begeleidster van Maarten van Roozendaal. Vanaf 1997 toerde ze vier seizoenen met de door haar bewerkte monoloog De Contrabas van Patrick Süskind door Nederland en België, deels samen met het Theater van het Oosten. Daarnaast speelde ze in het ensemble van Volksoperahuis (1995-) en bij  Theatergroep Flint (1999-2003). Nadat ze op de Amsterdamse Uitmarkt had gestaan met het door haar voorgedragen gedicht Het meisje en de trom van Gerrit Achterberg, waarbij ze zich op haar bas begeleidde, trad ze meer op de voorgrond.
Ze schreef de muziek voor de De Vagina Monologen (2002-2004) en trad op samen met Lucretia van der Vloot (2005-2007), Bartho Braat en in de band van De Niet Meer Zo Piep Show, een muziektheatervoorstelling voor ouderen. Soepnel werkte verder mee aan de kindertheatervoorstelling Henkie's Verjaardag (2011) en is te horen op albums van The Beau Hunks, Dirk Polak, Theatergroep Flint, Lucretia van der Vloot en Het Volksoperahuis. Ook bracht ze in 2009 de cd Hete soep uit met het hitje Lekker fietsen.

## Balkan, Bach en Brown Sugar Baby
Na 2006 trad Soepnel op in verschillende bands. Met de vierkoppige Kim Soepnel Band maakte ze de muziektheatervoorstellingen Hete Soep en Soep A Gogo, onder regie van Genio de Groot. Daarna volgde een theaterproject met Tygo Gernandt.
Vanaf 2016 trad ze in theaters en op festivals op met de band Scheepskameel, een band die feestelijke balkanmuziek met Nederlandse teksten brengt. Ze werkte tevens mee aan de Bach-uitvoeringen van de Stichting Passieprojecten. Uit de Bachprojecten kwam het project BachZonderPruik voort, waarin Bach vrijzinnig geïnterpreteerd wordt door een trio met, naast Soepnel, de violiste Nina Zuure en de altsaxofoniste Babette Jane.
In 2024 was Soepnel een van de muzikanten in de muziektheaterproductie Brown Sugar Baby over een Indische jazzband in de nadagen van Nederlands Indie, van het Het Nationale Theater onder regie van Eric de Vroedt.